# Speechless (serie televisiva)
Speechless è una sitcom statunitense in onda dal 21 settembre 2016 sull'emittente televisiva ABC. Ideata da Scott Silveri e co-prodotta con Christine Gernon, Jake Kasdan e Melvin Mar, la coproduzione è della 20th Century Fox Television/ABC Studios ed è iniziata il 13 maggio 2016. Un primo trailer è stato rilasciato lo stesso giorno. Interpretata da Minnie Driver, John Ross Bowie e Micah Fowler, la sitcom esplora sia le sfide serie sia quelle divertenti che una famiglia affronta con un adolescente disabile. Il 29 settembre 2016, la serie è stata ordinata per una stagione completa di 22 episodi. Un altro episodio è stato richiesto il 13 dicembre 2016, per una stagione di 23 episodi.
Il 12 maggio 2017, ABC ha rinnovato la serie per una seconda stagione, che è andata in onda dal 27 settembre 2017.
L'11 maggio 2018, ABC ha rinnovato la serie per una terza stagione, andata in onda da venerdì 5 ottobre.
Il 10 maggio 2019, viene cancellata dopo tre stagioni.
In Italia, la serie viene trasmessa dal 12 maggio 2017 su Fox e dal 24 maggio 2018 in chiaro su TV2000.

## Trama
La serie segue le vicende dei membri della famiglia DiMeo, ciascuno con una personalità unica: Maya, un'autoritaria madre inglese con atteggiamento privo di restrizioni; suo marito Jimmy, che sembra non preoccuparsi di ciò che pensano gli altri; Dylan, la figlia atletica e molto pratica; Ray, il secondogenito colto, che agisce come la "voce della ragione" nella famiglia; e il maggiore, JJ, un liceale affetto da paralisi cerebrale infantile, dal mordente ingegno e senso dell'umorismo.
Non essendo in grado di parlare autonomamente, JJ comunica tramite uno strumento posizionato sul capo, con un puntatore laser per indicare varie parole, lettere e numeri su una tastiera fissata alla sua sedia a rotelle, mentre gli altri leggono ad alta voce quello che scrive. I DiMeo si trasferiscono spesso nel tentativo di trovare un buon ambiente educativo per JJ. Credono di aver trovato un'ottima scelta quando scoprono una scuola che vanta un approccio educativo inclusivo, dove JJ avrà un assistente che parli per lui. Nonostante scoprano che non tutto è buono come potrebbe essere, a JJ piace avere come assistente Kenneth, un custode scolastico di buone intenzioni, dotato di una bella voce profonda e squillante.

## Personaggi e interpreti

### Personaggi principali
- Maya DiMeo, interpretata da Minnie Driver
- Jimmy DiMeo, interpretato da John Ross Bowie
- Raymond "Ray" DiMeo, interpretato da Mason Cook
- Jimmy "JJ" DiMeo, Jr., interpretato da Micah Fowler
- Dylan DiMeo, interpretata da Kyla Kenedy
- Kenneth Clements, interpretato da Cedric Yarbrough

### Personaggi ricorrenti
- Dr. Miller, interpretata da Marin Hinkle
- Claire, interpretata da McKaley Miller
- Mr. Powers, interpretato da Jonathan Slavin
- Rev, interpretato da Jack Dylan Grazer
- Tad, interpretato da David Lengel
- Taylor, interpretato da Sedona James

### Guest star
- Zach Anner
- Rob Corddry
- Julianne Hough
- Ken Marino
- Michaela Watkins
- Holland Taylor
- Keith David
- Sarah Chalke

## Episodi
| Stagione         | Episodi | Prima TV USA | Prima TV Italia |
| ---------------- | ------- | ------------ | --------------- |
| Prima stagione   | 23      | 2016-2017    | 2017            |
| Seconda stagione | 18      | 2017-2018    | 2018            |
| Terza stagione   | 22      | 2018-2019    | 2019            |

## Distribuzione
Il 13 maggio 2016, ABC ha ordinato una prima stagione di 22 episodi che andrà in onda dal 21 settembre 2016. Il 13 dicembre 2016, è stato ordinato un episodio aggiuntivo, portando la stagione a 23 episodi. Il 12 maggio 2017, la serie viene rinnovata per una seconda stagione. L'11 maggio 2018, viene rinnovata per una terza stagione.
In Italia la serie andrà in onda su Fox dal 12 maggio 2017, mentre in chiaro verrà trasmessa da giovedì 24 maggio 2018 alle 21:05 su TV2000.

## Accoglienza

### Ascolti
L'episodio pilota è stato seguito da 7.38 milioni di telespettatori.

### Critica
La serie è stata accolta positivamente dalla critica, sull'aggregatore di recensioni Rotten Tomatoes ha un indice di gradimento del 98% con un voto medio di 8,2 su 10, su Metacritic, invece ha avuto un punteggio di 76 su 100 basato su 26 recensioni.